# Andrei Corneencov
Andrei Corneencov (* 1. April 1982 in Tiraspol, Moldauische SSR, russisch Андрей Александрович Корнеенков, Andrei Alexandrowitsch Kornejenkow) ist ein ehemaliger moldauischer Fußballspieler.

## Karriere

### Verein
Andrei Corneencov begann seine Karriere im Jahr 2001 in seiner Heimatstadt bei Sheriff Tiraspol. Von 2002 bis 2005 stand der Mittelfeldspieler beim FC Tiraspol unter Vertrag. 2006 kehrte er zu Sheriff zurück. 2010 lief er für den kasachischen Verein Tobol Qostanai auf, kam jedoch nur auf 4 Ligaspiele. Anschließend kehrte er in seine Geburtsstadt zurück und spielte noch einmal für den FC Tiraspol, beendete aber danach seine Karriere.

### Nationalmannschaft
Andrei Corneencov wurde zwischen 2004 und 2009 insgesamt 22-mal in der Moldauischen Fußballnationalmannschaft eingesetzt.